# الجميل (أسماء الله الحسنى)
قال رسول الله ﷺ: «إِنَّ اللهَ جَمِيلٌ يُحِبُّ الْجَمَالَ» (رواه مسلم) فهو الله جميل بذاته، وأسمائه، وصفاته، وأفعاله، فلا يمكن مخلوقاً أن يعبر عن بعض جمال ذاته، حتى أن أهل الجنة مع ما هم فيه من النعيم المقيم واللذات والسرور والأفراح التي لا يقدر قدرها إذا رؤوا ربهم وتمتعوا بجماله نسوا ما هم فيه من النعيم وتلاشى ما فيه من الأفراح، وودّوا أن لو تدوم هذه الحال، واكتسبوا من جماله ونوره جمالاً إلى جمالهم، وكانت قلوبهم في شوق دائم ونزوع إلى رؤية ربهم، ويفرحون بيوم المزيد فرحاً تكاد تطير له القلوب.
وكذلك هو الجميل في أسمائه، فإنها كلها حسنى بل أحسن الأسماء على الإطلاق وأجملها، ذكر القرآن: ﴿وَلِلَّهِ الْأَسْمَاءُ الْحُسْنَى فَادْعُوهُ بِهَا وَذَرُوا الَّذِينَ يُلْحِدُونَ فِي أَسْمَائِهِ سَيُجْزَوْنَ مَا كَانُوا يَعْمَلُونَ ۝١٨٠﴾ (سورة الأعراف الآية 180) وذكر القرآن: ﴿رَبُّ السَّمَاوَاتِ وَالْأَرْضِ وَمَا بَيْنَهُمَا فَاعْبُدْهُ وَاصْطَبِرْ لِعِبَادَتِهِ هَلْ تَعْلَمُ لَهُ سَمِيًّا ۝٦٥﴾ (سورة مريم الآية 65) فكلها دالة على غاية الحمد والمجد والكمال، لا يسمى باسم منقسم إلى كمال وغيره. وكذلك هو الجميل في أوصافه، فإن أوصافه كلها أوصاف كمال ونعوت ثناء وحمد، فهي أوسع الصفات وأعمها وأكثرها تعلقاً، خصوصاً أوصاف الرحمة، والبر، والكرم، والجود، وكذلك أفعاله كلها جميلة، فإنها دائرة بين أفعال البر والإحسان التي يحمد عليها ويثنى عليه ويشكر، وبين أفعال العدل التي يحمد عليها لموافقتها للحكمة والحمد، فليس في أفعاله عبث، ولا سفه، ولا سدى، ولا ظلم، كلها خير، وهدى، ورحمة، ورشد، وعدل: ﴿إِنِّي تَوَكَّلْتُ عَلَى اللَّهِ رَبِّي وَرَبِّكُمْ مَا مِنْ دَابَّةٍ إِلَّا هُوَ آخِذٌ بِنَاصِيَتِهَا إِنَّ رَبِّي عَلَى صِرَاطٍ مُسْتَقِيمٍ ۝٥٦﴾ (سورة هود الآية 56) فلكماله الذي لا يحصي أحد عليه به ثناء كملت أفعاله كلها فصارت أحكامه من أحسن الأحكام، وصنعه وخلقه أحسن خلق وصنع: أتقن ما صنعه: ﴿وَتَرَى الْجِبَالَ تَحْسَبُهَا جَامِدَةً وَهِيَ تَمُرُّ مَرَّ السَّحَابِ صُنْعَ اللَّهِ الَّذِي أَتْقَنَ كُلَّ شَيْءٍ إِنَّهُ خَبِيرٌ بِمَا تَفْعَلُونَ ۝٨٨﴾ (سورة النمل الآية 88) وأحسن خلقه. ﴿الَّذِي أَحْسَنَ كُلَّ شَيْءٍ خَلَقَهُ وَبَدَأَ خَلْقَ الْإِنْسَانِ مِنْ طِينٍ ۝٧﴾ (سورة السجدة الآية 7) وقال تعالى: ﴿أَفَحُكْمَ الْجَاهِلِيَّةِ يَبْغُونَ وَمَنْ أَحْسَنُ مِنَ اللَّهِ حُكْمًا لِقَوْمٍ يُوقِنُونَ ۝٥٠﴾ (سورة المائدة الآية 50) والأكوان محتوية على أصناف الجمال، وجمالها من الله فهو الذي كساها الجمال وأعطاها الحسن، فهو أولى منها لأن معطي الجمال أحق بالجمال، فكل جمال في الدنيا والآخرة باطني وظاهري، خصوصاً ما يعطيه المولى لأهل الجنة من الجمال المفرط في رجالهم ونسائهم، فلو بدا كفّ واحدة من الحور العين إلى الدنيا، لطمس ضوء الشمس كما تطمس الشمس ضوء النجوم، أليس الذي كساهم ذلك الجمال ومنّ عليهم بذلك الحسن والكمال أحق منهم بالجمال الذي ليس كمثله شيء. فهذا دليل عقلي واضح مسلّم المقدمات على هذه المسألة العظيمة وعلى غيرها من صفاته، ذكر القرآن:﴿لِلَّذِينَ لَا يُؤْمِنُونَ بِالْآخِرَةِ مَثَلُ السَّوْءِ وَلِلَّهِ الْمَثَلُ الْأَعْلَى وَهُوَ الْعَزِيزُ الْحَكِيمُ ۝٦٠﴾ (سورة النحل الآية 60) فكل ما وجد في المخلوقات من كمال لا يستلزم نقصاً، فإن معطيه وهو الله أحق به من المعطى بما لا نسبة بينهم، كما لا نسبة لذواتهم إلى ذاته وصفاتهم إلى صفاته، فالذي أعطاهم السمع، والبصر، والحياة، والعلم، والقدرة، والجمال، أحق منهم بذلك، وكيف يعبِّر أحد عن جماله وقد قال أعلم الخلق به: «لاَ أُحْصِي ثَنَاءً عَلَيْكَ أَنْتَ كَمَا أَثْنَيْتَ عَلَى نَفْسِكَ» (رواه مسلم) وقال: «حِجَابُهُ النُّورُ، لَوْ كَشَفَهُ لَأَحْرَقَتْ سُبُحَاتُ وَجْهِهِ مَا انْتَهَى إِلَيْهِ بَصَرُهُ مِنْ خَلْقِهِ» (رواه مسلم) فسبحان الله وتقدس عما يقوله الظالمون النافون لكماله علواً كبيراً، وحسبهم مقتاً وخساراً أنهم حرموا من الوصول إلى معرفته والابتهاج بمحبته.
قال في الحديث الصحيح: «لَا أَحَد أَصْبَر عَلَى أَذًى سَمِعَهُ مِنْ اللَّه أَنْ يُشْرَك بِهِ وَيُجْعَل لَهُ وَلَد وَهُوَ يُعَافِيهِمْ وَيَدْفَع عَنْهُمْ وَيَرْزُقهُمْ» (رواه البخاري) وقال أيضاً في الصحيح ، عَنْ أَبِي هُرَيْرَةَ قَالَ ، قَالَ رَسُولُ اللَّهِ ﷺ «قَالَ اللَّهُ: كَذَّبَنِي ابْنُ آدَمَ وَلَمْ يَكُنْ لَهُ ذَلِكَ وَشَتَمَنِي وَلَمْ يَكُنْ لَهُ ذَلِكَ. فأَمَّا تَكْذِيبُهُ إِيَّايَ  فَقَولهُ لن يُعيدنُي كما بَدَأَنِي وليس أوَّل الخلقِ بأهون عليَّ من إعادته وَأَمَّا شَتْمُهُ إِيَّايَ فَقَولهُ اتَّخَذَ اللَّهُ وَلَدًا وَأَنَا الأحدُ الصَّمَدُ  لَمْ أَلِدْ وَلَمْ أُولَدْ  وَلَمْ يَكُنْ لِي كفواً أحدٌ» (رواه البخاري)
فالله يدر على عباده الأرزاق المطيع منهم والعاصي، والعصاة لا يزالون في محاربته وتكذيبه وتكذيب رسله والسعي في إطفاء دينه، والله حليم على ما يقولون وما يفعلون، يتتابعون في الشرور وهو يتابع عليهم النعم، وصبره أكمل صبر لأنه عن كمال قدرة وكمال غنى عن الخلق وكمال رحمة وإحسان، فتبارك الرب الرحيم الذي ليس كمثله شيء الذي يحب الصابرين ويعينهم في كل أمرهم.